# Monte Nuovo (FFH-Gebiet)
Das FFH-Gebiet Monte Nuovo ist ein NATURA 2000-Schutzgebiet in der italienischen Region Kampanien. Das 30 ha große Schutzgebiet umfasst den Krater und den Kraterrand des 140 m hohen Vulkankegels des Monte Nuovo. Das in den Phlegräischen Feldern im Gemeindegebiet von Pozzuoli liegende Schutzgebiet wird von der Parkverwaltung des Regionalparks Phlegräische Felder verwaltet. Der bei der Monte-Nuovo-Eruption 1538 entstandene 51 ha große Monte Nuovo bildet mit dem westlich angrenzenden, und ebenfalls als Schutzgebiet ausgewiesenen Averner See eine charakteristische Landschaftseinheit der Phlegräischen Felder.

## Bedeutung
Der beim letzten Vulkanausbruch in den Phlegräischen Feldern entstandene Tuffkegel des Monte Nuovo war bis Ende der 18. Jahrhunderts noch vollkommen baumlos. Mittlerweile ist er von einer dichten und heterogenen Vegetation bedeckt, zeigt aber nach wie vor leichte vulkanische Aktivitäten in Form von Fumarolen. Begünstigt wurde die Besiedlung durch die unterschiedlichen Substrate und mikroklimatische Faktoren, die für ausreichende Feuchtigkeit am Monte Nuovo sorgen. Die in den 1930er Jahren gepflanzten Pinien wurden ab den 2000er Jahren von einer invasiven Schildläuse-Art – Cocciniglia tartaruga – befallen und starben großteils ab. An deren Stelle macht sich die mediterrane Macchia breit.

## FFH-Lebensraumtypen
Im FFH-Gebiet Monte Nuovo sind auf Basis des Anhang I der FFH-Richtlinie folgende schützenswerte Lebensraumtypen verzeichnet:
- Thermo-mediterrane Gebüschformationen und Vorwüsten (sonstige Gesellschaften)
- Mediterrane Trockenrasen der Thero-Brachypodietea
- Mediterrane Pinienwälder mit endemischen Kiefern

## Arten

### Besonders schützenswerte Arten

#### Vögel
Folgende Art, die im Anhang I der Vogelschutzrichtlinie der EU gelistet ist, ist im FFH-Gebiet Monte Nuovo anzutreffen:
- Neuntöter

#### Insekten
Unter den im Schutzgebiet vorkommenden Insekten findet sich folgende Art von gemeinschaftlichem Interesse gemäß Anhang II der FFH-Richtlinie:
- Großer Eichenbock

#### Säugetiere
Unter den im Schutzgebiet vorkommenden Säugetieren finden sich folgen Arten von gemeinschaftlichem Interesse gemäß Anhang IV der FFH-Richtlinie:
| - Große Hufeisennase - Kleine Hufeisennase | - Langflügelfledermaus - Mittelmeer-Hufeisennase |

#### Reptilien
Unter den Reptilien sind folgende Arten von gemeinschaftlichem Interesse aufgeführt:
- Gelbgrüne Zornnatter
- Ruineneidechse

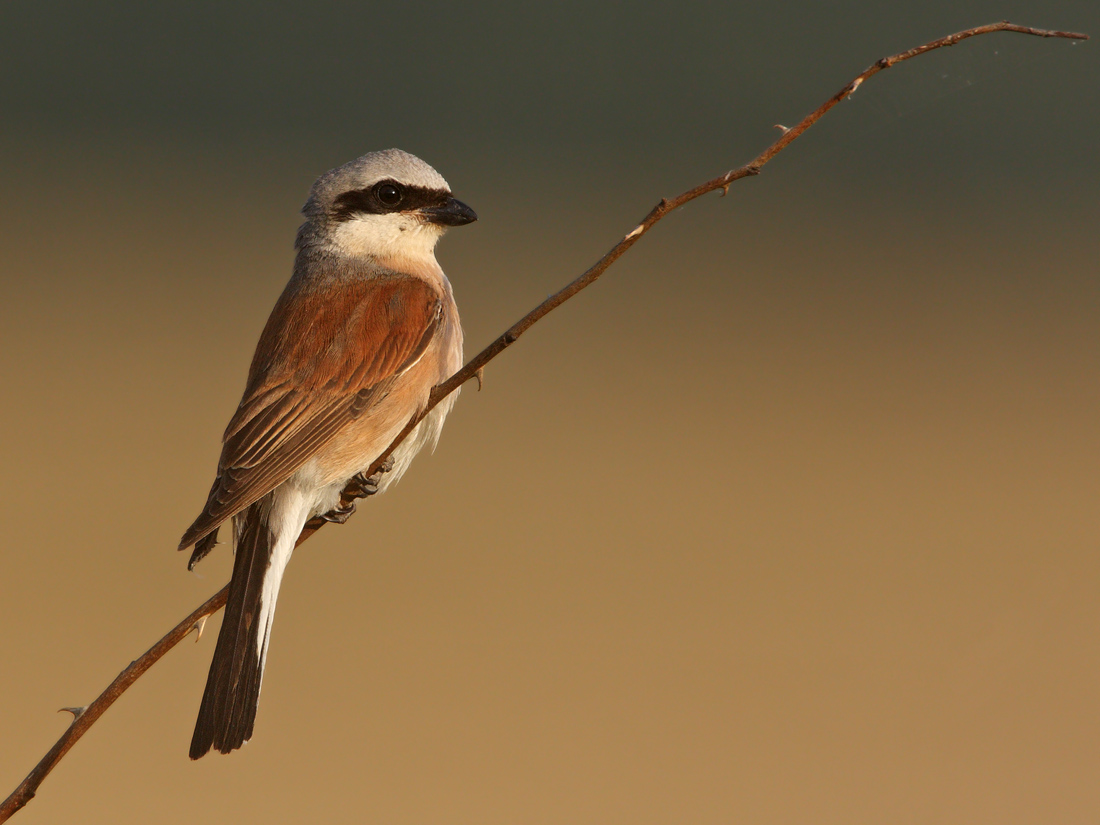
Neuntöter
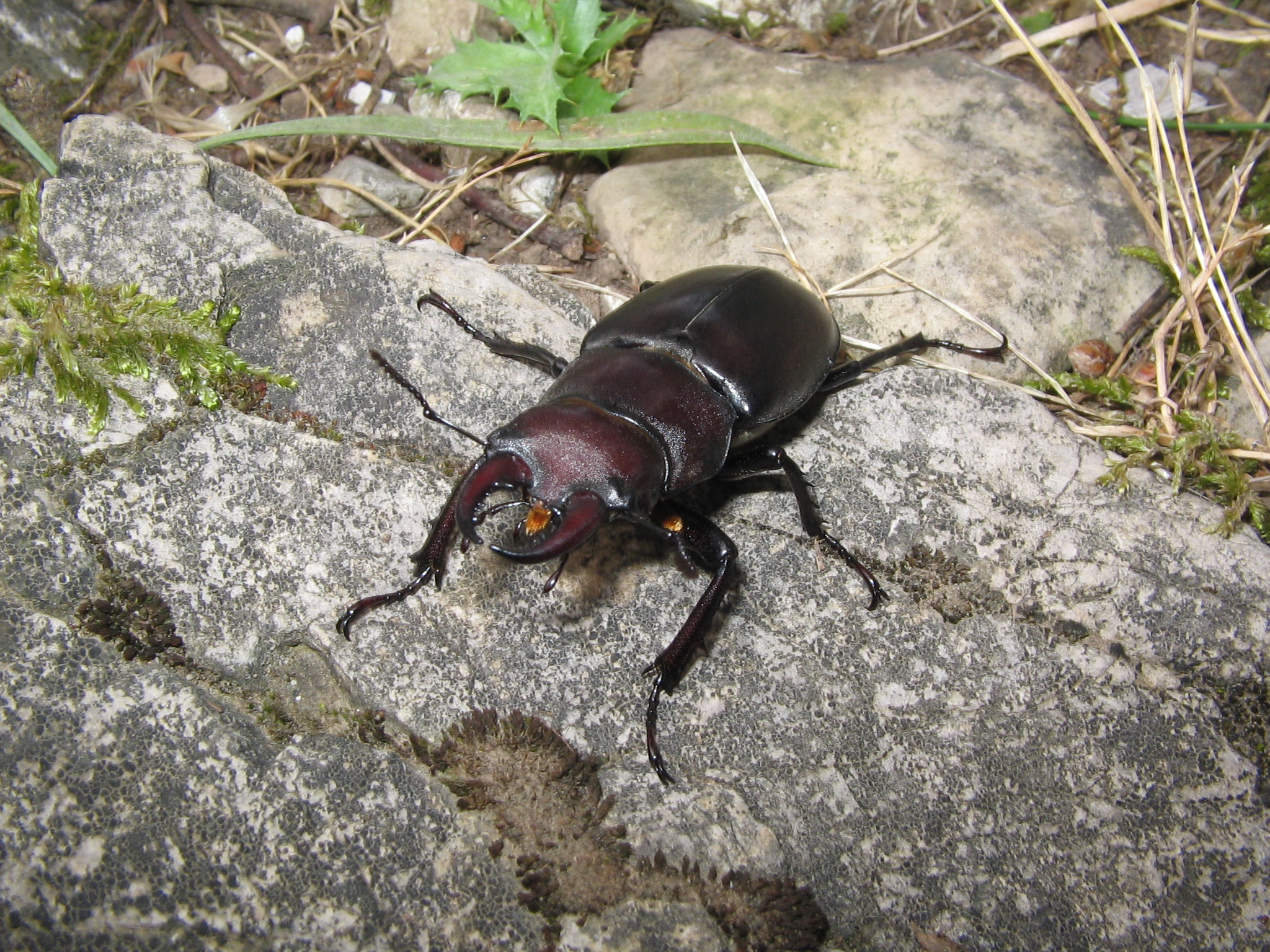
Lucanus tetraodon
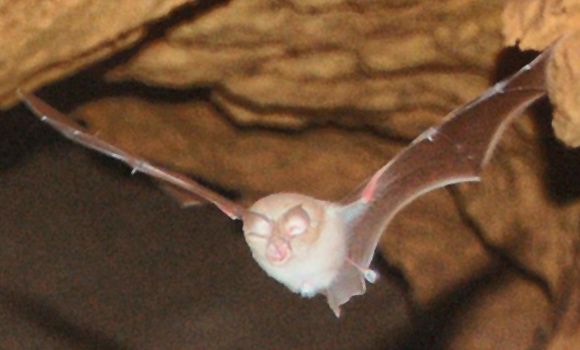
Mittelmeer-Hufeisennase
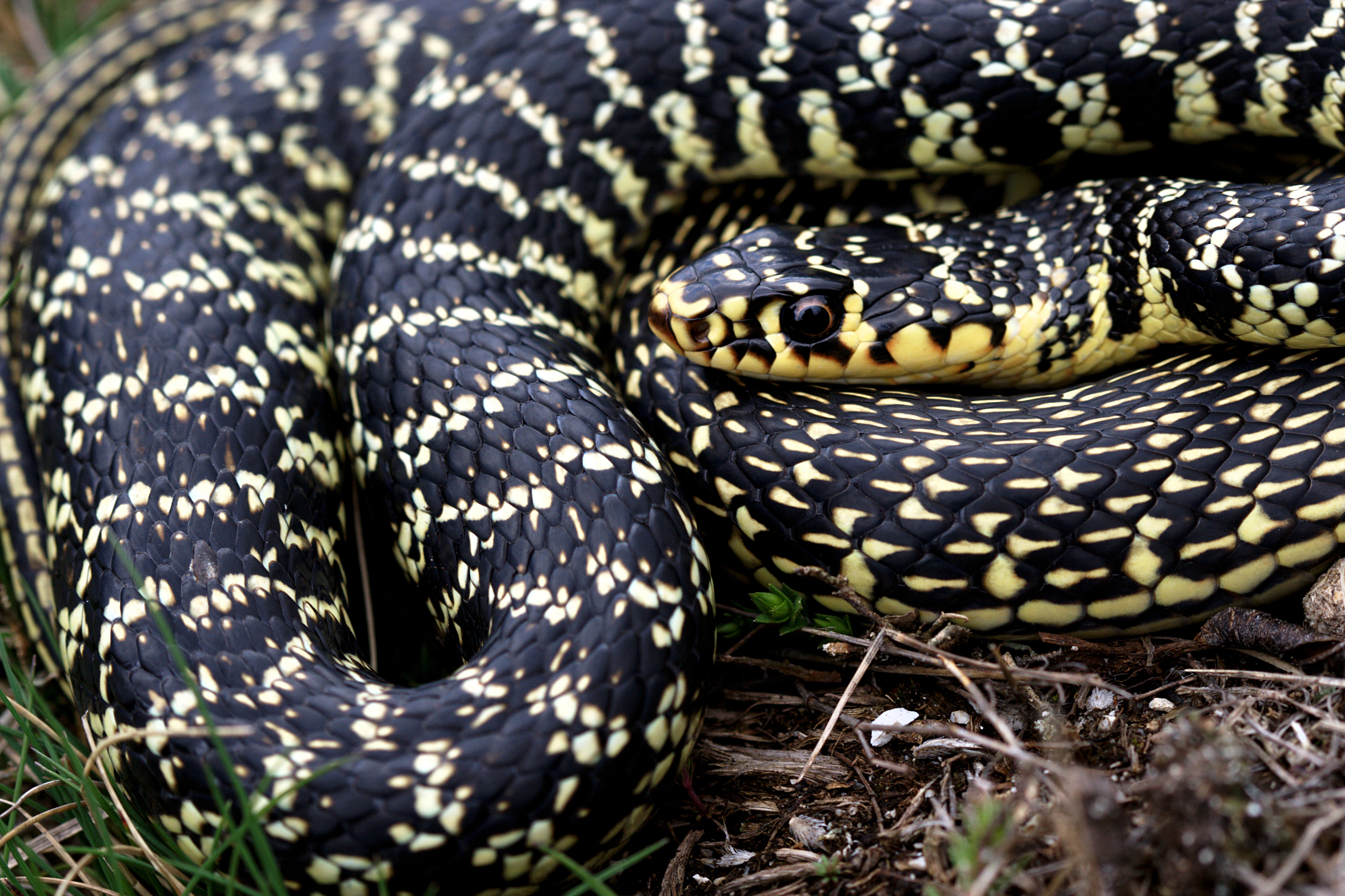
Gelbgrüne Zornnatter
Ruineneidechse

### Weitere vorkommende Arten

#### Vögel
Die mit einem (b) gekennzeichneten Arten brüten im Schutzgebiet.
| - Feldlerche - Turteltaube - Wachtel | - Waldschnepfe - Singdrossel |

#### Reptilien
- Westliche Smaragdeidechse

#### Insekten
- Lucanus tetraodon, ein Käfer aus der Gattung Lucanus

## Gefährdung und Schutzmaßnahmen
Die Lage inmitten eines dichtbesiedelten Gebietes und der davon ausgehende anthropogenen Druck stellten das größte Bedrohungspotential für das Schutzgebiet dar. Darunter fällt beispielsweise die starke Urbanisierung der unmittelbar an das Schutzgebiet angrenzenden Gebiete, einschließlich der Errichtung von verkehrstechnischen Infrastrukturen. Des Weiteren ist die Nutzung des Monte Nuovo für Freizeit- und Sportaktivitäten zu nennen. Eine besondere Problematik stellt die illegale Entsorgung von Müll dar. In der Kritik steht in diesem Zusammenhang die öffentliche Verwaltung, der vorgeworfen wird, nicht dagegen vorzugehen.